# Behind the Music
Behind the Music je seriál televizní stanice VH1. Zaměřuje se na hudební umělce nebo kapely, se kterými pořizuje rozhovory, a tvoří jejich životopisné portréty.

## Hudebníci
Seznam umělců, kteří se objevili v epizodách tohoto seriálu:
- 50 Cent
- Aaliyah
- AC/DC
- Christina Aguilera
- Aerosmith
- Akon
- Tori Amos
- The Animals
- Anthrax
- Backstreet Boys
- Bad Company
- Badfinger
- The Bangles
- Barenaked Ladies
- Fantasia Barrino
- Bay City Rollers
- Beck (BTM2)
- Pat Benatar
- The Black Crowes
- Mary J. Blige
- Blind Melon
- Blondie
- Blues Traveler
- Bon Jovi
- Sonny Bono
- Boyz II Men
- Brandy
- Meredith Brooks
- Bobby Brown
- Lindsey Buckingham
- Bush
- Glen Campbell
- The Carpenters
- David Cassidy
- Harry Chapin
- Cher
- Chicago
- Joe Cocker
- Natalie Cole
- Paula Cole
- Alice Cooper
- Counting Crows
- Creed
- Jim Croce
- David Crosby
- Sheryl Crow
- The Cult
- Sean Combs
- Deep Purple
- Def Leppard
- John Denver
- Depeche Mode
- Neil Diamond
- Celine Dion
- Dixie Chicks
- DMX
- Snoop Dogg
- The Doobie Brothers
- Dr. Dre
- Duran Duran
- Missy Elliott
- Gloria Estefan
- Melissa Etheridge
- Eve
- Everclear
- Marianne Faithfull
- Fleetwood Mac
- Foreigner
- Peter Frampton
- Chris Gaines
- The Game
- Garbage
- Leif Garrett
- Gloria Gaynor
- Genesis
- Boy George & Culture Club
- Andy Gibb
- The Go-Go's
- Goo Goo Dolls
- Grand Funk Railroad
- Green Day
- Guns N' Roses
- Hall & Oates
- Geri Halliwell
- MC Hammer
- Heart
- Faith Hill
- Hootie and the Blowfish
- Jennifer Hudson
- Michael Hutchence
- Ice Cube
- Ice-T
- Billy Idol
- Enrique Iglesias
- Rick James
- Jan and Dean
- Jefferson Airplane
- Billy Joel
- Elton John
- Quincy Jones
- Journey
- Judas Priest
- KC and the Sunshine Band
- Kiss
- Gladys Knight
- Lenny Kravitz
- Nick Lachey
- Adam Lambert
- Miranda Lambert
- Queen Latifah
- Cyndi Lauper
- John Lennon
- Julian Lennon
- Huey Lewis and the News
- Jerry Lee Lewis
- LL Cool J
- Jennifer Lopez
- Courtney Love
- Lynyrd Skynyrd
- Madonna
- The Mamas & the Papas
- Bob Marley
- Ricky Martin
- Matchbox Twenty
- Meat Loaf
- Megadeth
- John Mellencamp
- Metallica
- George Michael
- Bret Michaels
- Bette Midler
- Milli Vanilli
- The Monkees
- Keith Moon
- Alanis Morissette
- Mötley Crüe
- Motörhead
- Nelly
- Nicole Scherzinger
- Ricky Nelson
- Willie Nelson
- New Edition
- New Kids on the Block
- Stevie Nicks
- No Doubt
- The Notorious B.I.G.
- Nas
- Ted Nugent
- Oasis
- Sinéad O'Connor
- Tony Orlando
- Ozzy Osbourne
- Donny & Marie Osmond
- Pantera
- The Partridge Family
- Teddy Pendergrass
- Tom Petty
- Pink
- Pink Floyd
- Pitbull
- Pixies
- Poison
- Paralamas do Sucesso
- The Police
- Iggy Pop
- Alan Price
- Public Enemy
- Quiet Riot
- Bonnie Raitt
- Ratt
- Red Hot Chili Peppers
- R.E.M.
- REO Speedwagon
- Busta Rhymes
- Lionel Richie
- Robbie Robertson
- Kid Rock
- Run-D.M.C.
- Salt-N-Pepa
- Selena
- Brian Setzer
- Frank Sinatra
- Smash Mouth
- Britney Spears
- Spice Girls
- Rick Springfield
- Steppenwolf
- Cat Stevens
- Rod Stewart
- Sting
- Styx
- Sublime
- Donna Summer
- Thin Lizzy
- T.I.
- Tiffany
- TLC
- Peter Tosh
- T-Pain
- Train
- Tina Turner
- Shania Twain
- Twisted Sister
- Usher
- Vanilla Ice
- Lil Wayne[1]
- "Weird Al" Yankovic

## Témata ostatních dílů
Kromě dílů přímo o hudebnících byly natočeny i díly o hudebních událostech, filmech a lidech, kteří nejsou hudebníci, ale ovlivnili hudební svět.
- 1968
- 1970
- 1972
- 1975
- 1977
- 1981
- 1984
- 1987
- 1992
- 1994
- 1999
- 2000
- Flashdance
- Alan Freed
- Den, kdy zemřela hudba
- Grease
- Vlasy
- Lilith Fair
- The Rocky Horror Picture Show
- Horečka sobotní noci
- Russell Simmons
- Studio 54
- "American Pie"
- Top Gun
- Woodstock '69